# Aussichtsturm Oberhaus
Der Aussichtsturm Oberhaus, auch Wildtierbeobachtungsturm Oberhaus, ist ein 2019 errichteter 22 m hoher Aussichtsturm bei St. Jakob in Defereggen im Bezirk Lienz (Osttirol) im österreichischen Bundesland Tirol.

## Geographische Lage
Der Aussichtsturm Oberhaus steht im hinteren Defereggental am Rande des Naturwaldreservates „Oberhauser Zirbenwald“ auf der Nordostseite des Schwarzachtals oberhalb der „Oberhausalm“ auf 1840 m Höhe. Vom Parkplatz Oberhaus, der von Erlsbach aus über eine Mautstraße erreichbar ist, führt der als Rundweg angelegte „Natur- und Kulturlehrweg Oberhauser Zirbenwald“ direkt am Aussichtsturm vorbei, der als Teil des Lehrpfads hauptsächlich der Wildtierbeobachtung dient.

## Beschreibung
Der 22 m hohe Turm wurde 2019 als Mischkonstruktion aus Stahl und Holz errichtet. Mit seinem quadratischen Grundriss, der sich mit der Höhe konisch erweitert, ist der Turm leicht verdreht konstruiert und wird mit seiner besonderen Architektur auch als „kubischer Twister“ bezeichnet. Dabei ist die tragende Stahlkonstruktion mit waagerecht angeordneten Holzstämmen verkleidet.
Der Zugang zum Turm erfolgt von der Bergseite über einen stählernen „Steg“ bis zur unteren Plattform, die auf der Talseite aus dem Turm herausragt. Von hier verläuft der Treppenaufgang über drei Zwischenpodeste, von denen zwei auf der Bergseite als kleine Plattformen aus dem Turm herausragen, bis zur oberen Aussichtsplattform, die auf 18 m Turmhöhe liegt und rund 25 m² groß ist. Dabei sind insgesamt 67 Stufen zu bewältigen. Die überdachte Aussichtsplattform ist zur besonderen Wildtierbeobachtung mit einem Fernrohr ausgestattet.

## Galerie

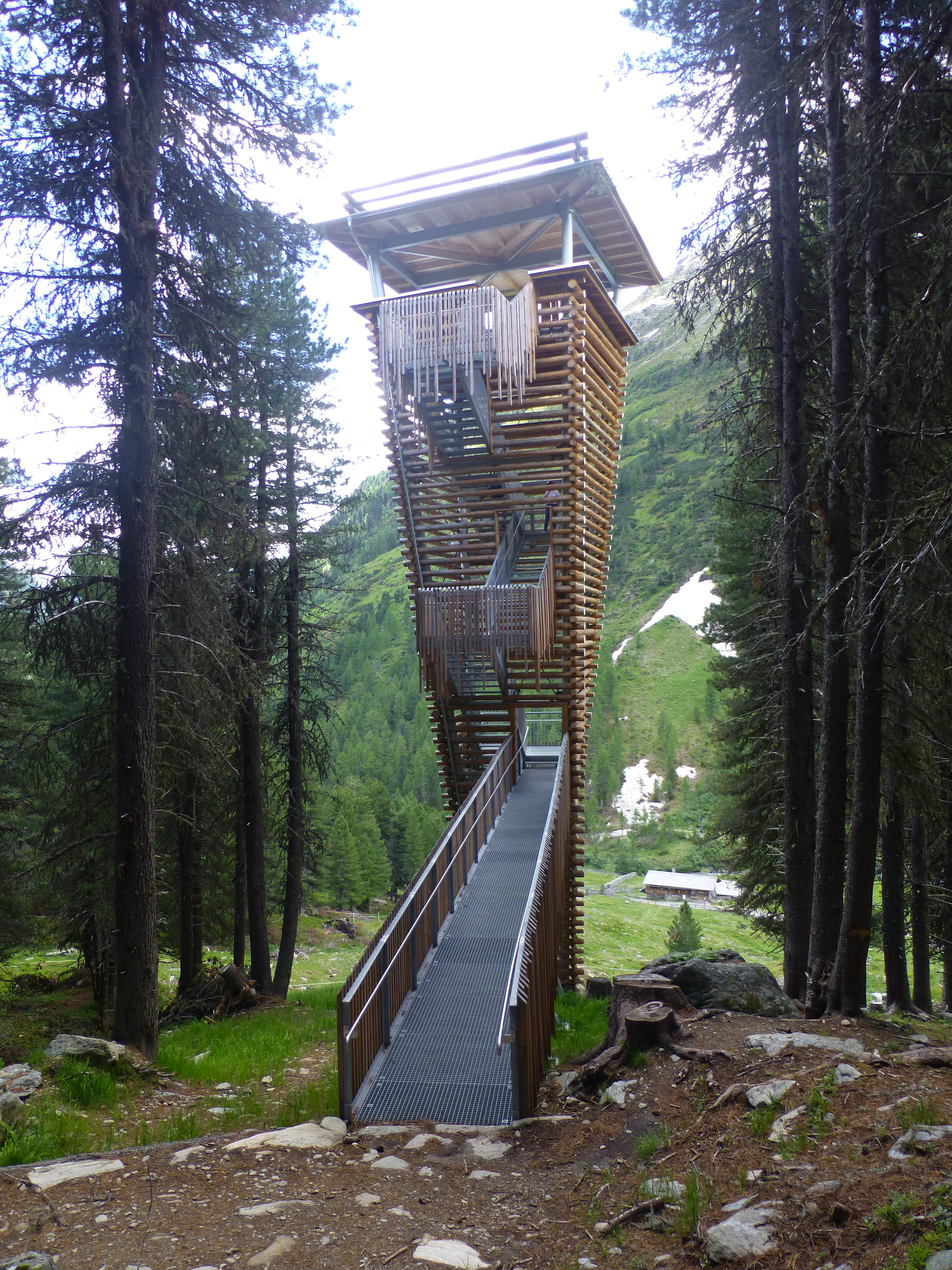
Zugang zum Turm
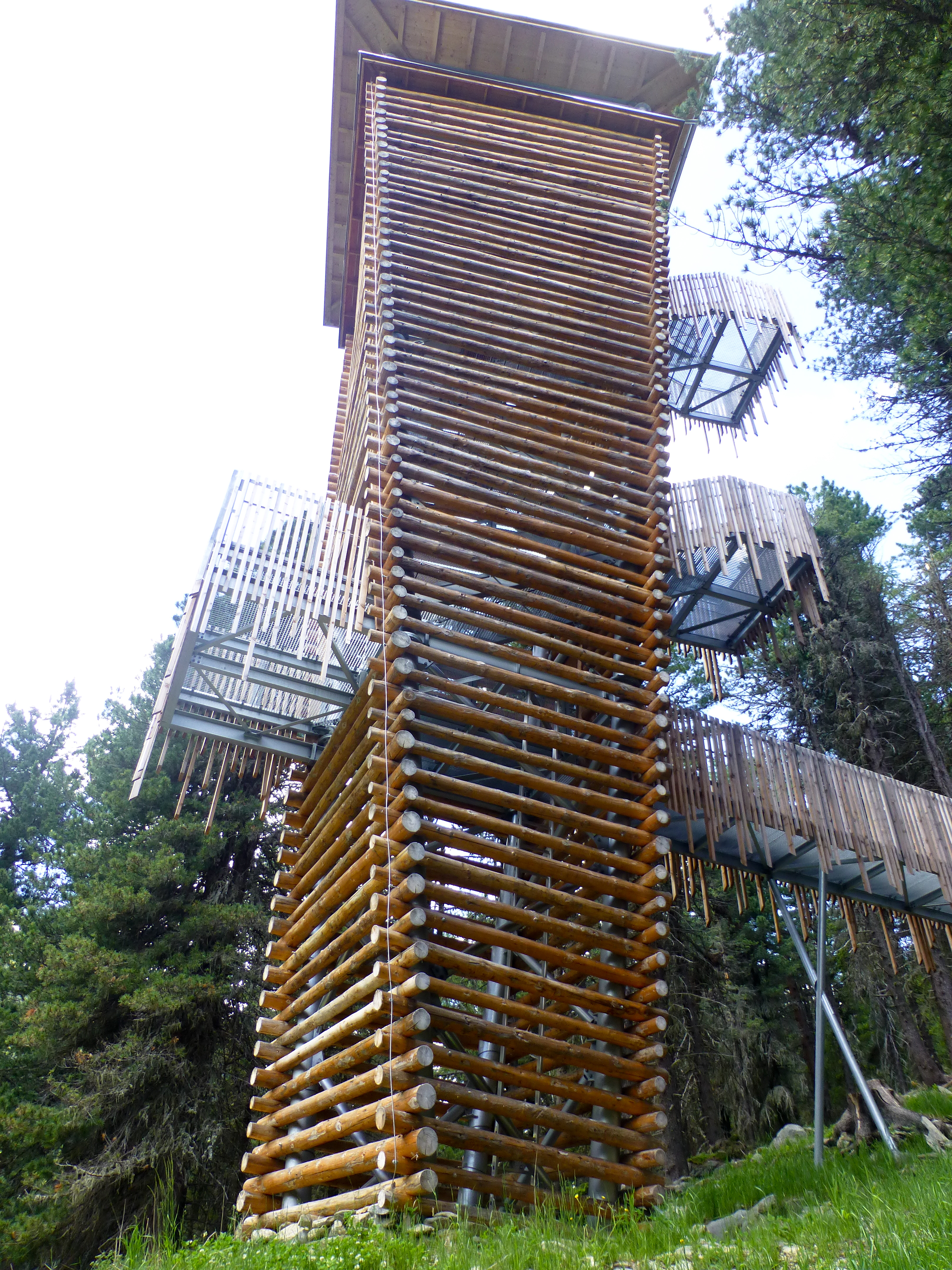
Seitenansicht
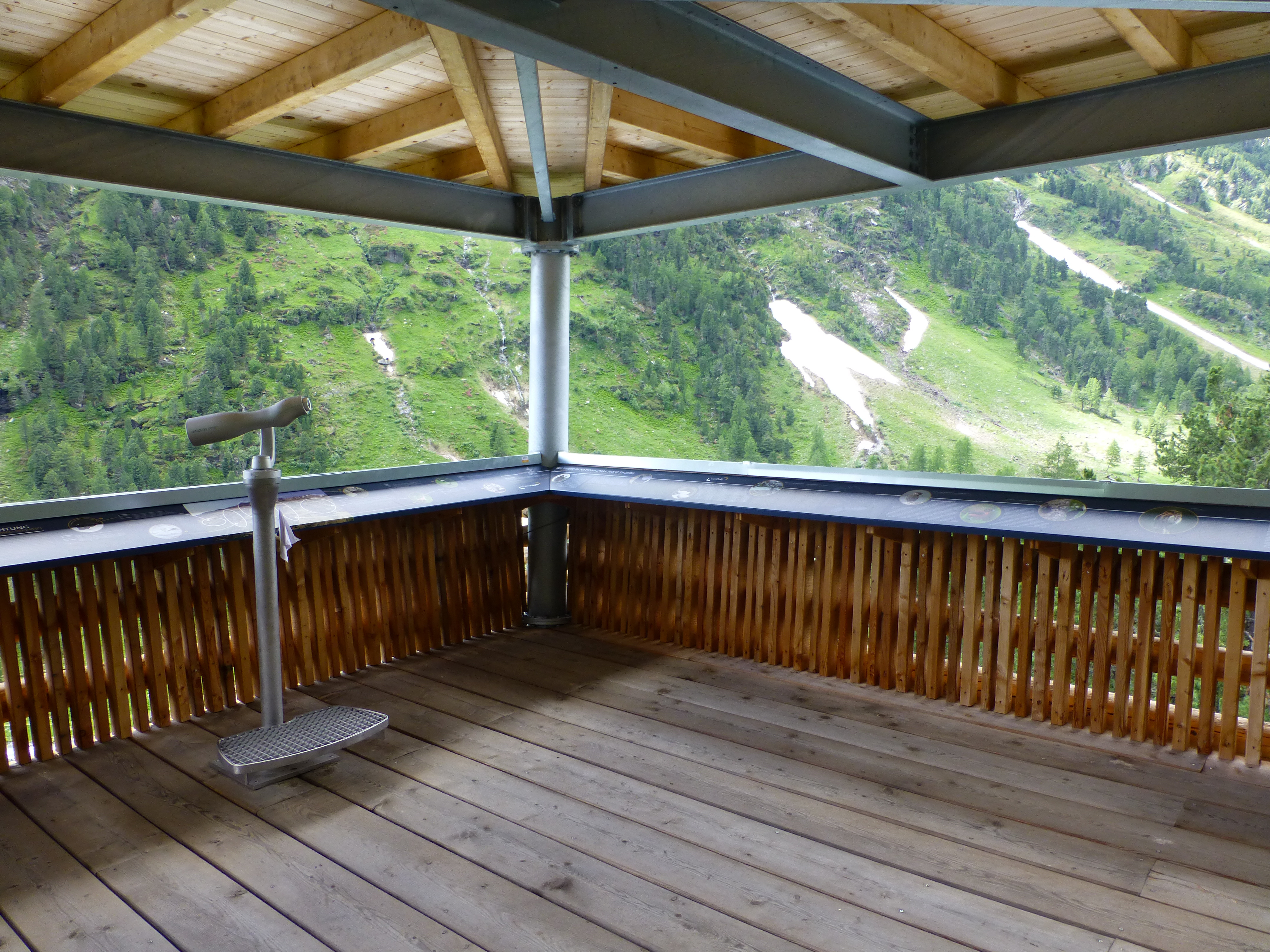
Aussichtsplattform
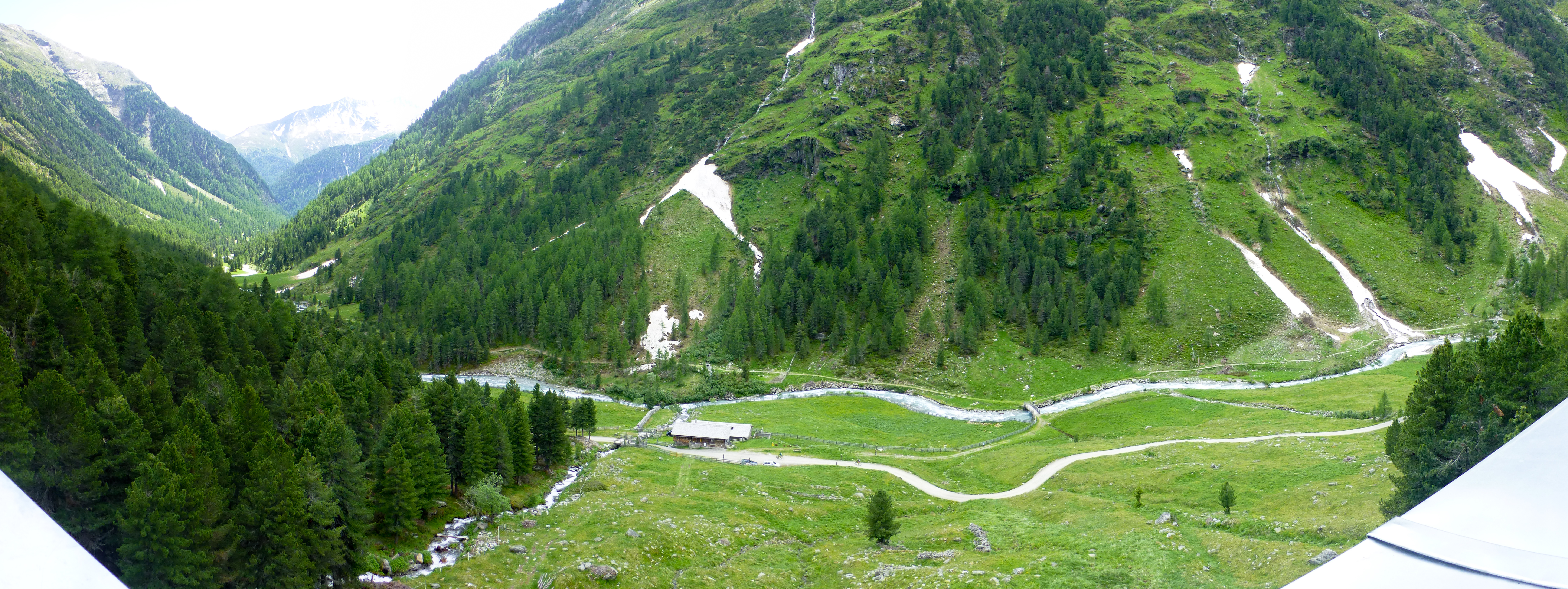
Blick über die Oberhausalm ins Tal der Schwarzach